# Pladur (empresa)
 Pladur  es una corporación empresarial con sede en España dedicada a la fabricación y venta de placas de yeso laminado, perfilería metálica, pastas, yesos y masillas, así como de todos los accesorios necesarios para completar los sistemas. 
El origen del nombre proviene de la Placa de Uralita (Pladur).
La sede central se encuentra en Valdemoro, tiene presencia en 40 países y cuenta con 9 fábricas, 5 de ellas en España.

## Historia
En 1978 el grupo Uralita creó la empresa EPYSA (acrónimo de Española de Placa de Yeso), que se comercializaría con la marca Pladur, e inició la producción en su primera planta asentada en Valdemoro.
Durante 2006-2010 se creó la marca Algíss (Yeso en Polvo). Además, se puso en marcha la planta de perfilería, la planta de pastas y la planta de reciclaje en la fábrica ubicada en Valdemoro.
En 2017 el grupo belga Etex contaba con un 40,69% de las acciones. Decidió comprar un 35% de las acciones restantes al grupo Coemac Building Materials para convertirse en el socio mayoritario. La operación se cerró en 67,3 millones de euros.
En noviembre de 2018 abrió la nueva fábrica de placa de yeso de Gelsa (Zaragoza), convirtiéndose en la segunda fábrica de Pladur de España.

## Cifras y Datos Financieros
Pladur cuenta con una capacidad productiva de 90 millones de metros cuadrados de placas de yeso. Está formada por 500 empleados y consta de 9 fábricas distribuidas en 40 países.
Las cifras de Pladur Gypsum del ejercicio 2019 mostraron como importe neto de la cifra de negocio 134.321.917 euros. Los activos totales fueron de 158.755.554 euros. Finalizaron el año con un beneficio neto del ejercicio de 2.730.593 euros.

## Controversias
El 3 de junio de 2017, el Tribunal Superior de Justicia de Madrid declaró como discapacidad permanente la silicosis que padecía un montador de Pladur. Esta enfermedad fue ocasionada por la exposición continua a un ambiente contaminado con polvo de sílice.

## Concurso Pladur
La empresa realiza desde hace tres décadas un concurso dirigido a arquitectos en formación ("Concurso de Soluciones Constructivas Pladur").